# Pandanus cookii
Pandanus cookii är en enhjärtbladig växtart som beskrevs av Ugolino Martelli. Pandanus cookii ingår i släktet Pandanus och familjen Pandanaceae. Inga underarter finns listade.